# Левикін Віктор Макарович
Віктор Макарович Левикін (нар. 25 січня 1941, м. Старий Оскол, Бєлгородська область, РСФРР) — український фахівець у галузі автоматизованих систем управління та інформаційних технологій, завідувач кафедри інформаційних управляючих систем Харківського національного університету радіоелектроніки, відповідальний редактор журналу «АСУ та прилади автоматики», доктор технічних наук (1996), професор.

## Біографія
Вікторі Левикін народився 25 січня 1941 у місті Старий Оскол Бєлгородська область, РСФРР. 
Він завершив навчання в Харківському інституті радіоелектроніки за спеціальністю «Автоматика і телемеханіка» у 1970 році. Того ж року він почав працювати на кафедрі автоматизованих систем управління молодший науковий співробітник.
1974 році він захистив дисертацію на здобуття наукового ступеню кандидата технічних наук на базі Харківського інституту радіоелектроніки.
З 1974 до 1976 року він обіймав посаду старшого викладача кафедри автоматизованих систем управління, а у 1977 році — став доцентом кафедри.
1996 року він захистив докторську дисертацію у Харківському державному технічному університеті радіоелектроніки, а також здобув звання професора.
У період від 1992 до 1999 року Віктор Левикін працював деканом факультету навчання іноземних студентів.
У період з 1999 до 2006 року працював директором Інституту комп'ютерних та інформаційних технологій на базі Харківського національного університету радіоелектроніки.
Від 1994 року і до сьогодні — завідувач кафедри інформаційних управляючих систем.

## Наукова діяльність
Віктор Левикін є керівником наукової школи «Технології розробки інтегрованих інформаційних систем».
Серед ключових напрямів його діяльності слід виділити:
- створення формалізованих засобів системного аналізу;
- теоретичні та методологічні основи створення складних комп'ютеризованих інтегрованих комплексів;
- створення автоматизованих інструментальних засобів підтримки управлінських рішень тощо.[4]

Упродовж діяльності він керував низкою держбюджетних науково-дослідних проєктів, а саме:
- «Розробка методології, методів і моделей створення розподілених логістичних комп'ютеризованих систем організаційно технологічного управління з параметрами, що вимагаються»;
- «Дослідження методології, розробки інформаційних технологій, методів та моделей створення основних компонентів типової розподіленої логістичної інформаційної управляючої системи»;
- «Розробка інформаційно-аналітичної системи з розподіленим штучним інтелектом (Університет)»;
- «Дослідження і розробка методологій, технологій проектування інформаційних систем та їх програмно-апаратних елементів»;
- "Розробка підсистеми «Кадри» («Розробка типової інформаційно-аналітичної системи „Університет“ (ІІ черга)»)";
- «Розробка моделей і елементів інформаційних технологій оперативного моніторингу та управління процесами підготовки бакалаврів та магістрів»;
- «Розробка моделей, методів і елементів інформаційних технологій аналізу та контролю освітньо-наукової діяльності вищого навчального закладу»;

## Творчий доробок
Віктор Левикін має 400 публікацій, серед них 2 монографії, 13 навчальних посібників:
- Levykin V., Chala O. Development of a method for the probabilistic inference of sequences of a business process activities to support the business process management // Eastern-European Journal of Enterprise Technologies. — 2018. — 5 (3-95). — Р. 16-24.
- Levykin V., Iuriev I. Development of a model for determining the alignment of it-services of the information system with the end-user requirements // Eastern-European Journal of Enterprise Technologies. — 2017. — 4(2-88). — Р. 4-9.
- Левыкин В. М., Евланов М. В., Керносов М. А. Паттерны проектирования требований к информационной системе: моделирование и применение: монография. — Харьков: ООО «Компанія СМІТ», 2014. — 320 c.
- Левыкин В. М., Керносов М. А. Исследование и разработка фреймовой модели структуры документа // Нові технології. — 2008. — № 1(19). — С. 149—154.

## Відзнаки
- Знак «Відмінник освіти України» (2000);
- медаль «Ветеран праці» (1990);
- медаль «За трудову доблесть» (1986)
- почесна грамота Міністерства освіти і науки України (2009);
- почесна грамота Міністерства освіти і науки України (2000);
- почесний знак ХНУРЕ «За заслуги» (2005);
- нагрудний знак ВЦРПС «За активну роботу в профспілці»;
- диплом та іменна стипендія Харківської обласної державної адміністрації від 16.03.2007 р. ім. В. В. Свиридова;
- подяка голови Харківської обласної ради С. Чернова (2001);
- диплом переможця обласного конкурсу «Вища школа Харківщини — кращі імена» («Кращий завідувач кафедри») (2004)[5].